# Агатангел Чамче
Агатангел (на албански: Agathangjel; на гръцки: Αγαθάγγελος) е албански православен духовник, епископ на Албанската православна църква.

## Биография
Роден е в 1877 година със светското име Вангел Чамче (на албански: Vangjel Çamçe; на гръцки: Ευάγγελος Τσάμτσης) в Корча, тогава в Османската империя. Ръкоположен е неканонично на 11 февруари 1929 година за белградски, авлонски и канински епископ в Берат. Ръкополагането е извършено от архиепископ Висарион Тирански и Албански в съслужение с титулярния епископ Виктор Шкодренски от Сръбската патриаршия. Отлъчен е от Вселенската патриаршия. В 1937 година подава молба за покаяние и след обявяването на автокефалната църква на Албания на 12 април 1937 година е избран канонично за епископ на Берат. През 1942 година подава оставка под натиска на италианските окупационни власти.
През 1945 година е избран за епископ на Корчанската епархия, но изборът му не е признат от Вселенската патриаршия, която продължава да смята за каноничен корчански митрополит Евлогий.
Умира през януари 1946 година.